# Sainte-Verge
Sainte-Verge  es una población y comuna francesa, en la región de Poitou-Charentes, departamento de Deux-Sèvres, en el distrito de Bressuire y cantón de Thouars-2.

## Demografía
| 961 | 1007 | 1135 | 1242 | 1202 | 1329 | 1455 | 1423 | 1385 |
| Para los censos de 1962 a 1999 la población legal corresponde a la población sin duplicidades (Fuente: INSEE [Consultar]) |      |      |      |      |      |      |      |      |